# Ломакина, Инесса Ивановна
Ине́сса Ива́новна Лома́кина (1930—2007) — советская российская журналистка, монголовед, писательница, член Союза журналистов СССР.

## Биография
Инесса Ломакина в 1953 году закончила филологический факультет Ленинградского университета. Работала учителем русского языка и литературы в школе.
В 1966 году Ломакина впервые приезжает в Монгольскую Народную Республику с мужем-геологом, которого направляют сюда в длительную командировку. Испытывая симпатию к стране и её жителям, здесь она принимает активное участие в общественной, журналистской деятельности. Ломакина работает в Монголии корреспондентом газет «Советская культура» и «Литературная». Также сотрудничает с журналом «Современная Монголия», где пишет под псевдонимом Энхэ.
И. Ломакина пишет о Монголии, её истории и культуре. Значительная часть работ автора посвящена монгольскому изобразительному искусству. Она написала более ста коротких статей о монгольских персоналиях для немецкой энциклопедии по искусству «Allgemeine Kunstlerleksikon»  (Saur, Leipzig).
Ломакиной принадлежат такие книги о Монголии, как «Изобразительное искусство социалистической Монголии», «Марзан Шарав», «Голова Джа-ламы», «Великий Беглец», «Улан-Батор».
В книге «Голова Джа-ламы» рассказывается о Дамбиджалцане (Джа-ламе), военачальнике, хошунном князе, участнике национально-освободительного движения в Западной Монголии в 1910-х годах.
В книге «Великий Беглец» Ломакина, опираясь на многочисленные источники, повествует ещё об одном эпизоде из истории «буддийской» Центральной Азии начала XX века — о драматических скитаниях 13-го Далай-ламы Тхуптэна Гьяцо. Избегая английского и китайского пленения, он бежит в монгольскую Ургу, и верит в поддержку России. Судьба этого деятеля, борца за независимость Тибета, ни до, ни после этой работы, ни разу не становилась предметом специальных исследований на русском языке.
Заслуга И. Ломакиной перед Монголией была отмечена награждением её орденом Полярной Звезды.
Помимо названных, Ломакиной принадлежит множество публикаций, уже не связанных с Монголией. В частности, она писала о П. И. Чайковском, Николае Рерихе, Анне Вырубовой, Лиле Брик, семье Бенуа, бароне Унгерне.

## Награды
- Орден Полярной Звезды (МНР)